# Eparchia Jagdalpur
Eparchia Jagdalpur – eparchia Kościoła katolickiego obrządku syromalabarskiego w Indiach. Została utworzona w 1972 jako egzarchat apostolski. W 1977 podniesiona do rangi eparchii.

## Ordynariusze
- Paulinus Jeerakath, C.M.I. † (1972–1990)
- Simon Stock Palathara, C.M.I. (1992–2013)
- Joseph Kollamparampil, C.M.I., od 2013